# Aberrazione (ottica)

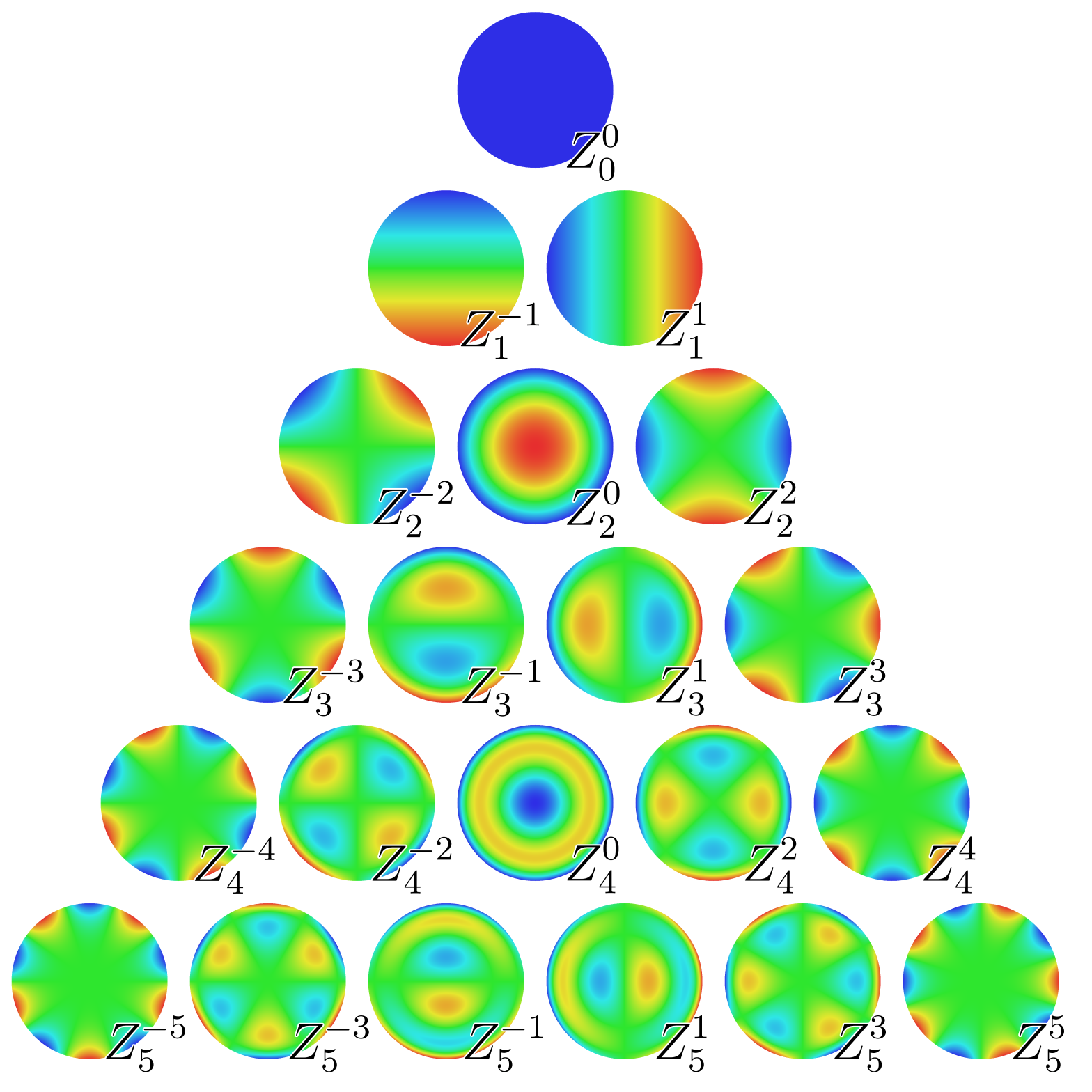
di Zernike

In fisica, le aberrazioni ottiche (dal lat. aberratio -onis – il deviare da una norma, un principio o una legge fisica ≈ anomalia, anormalità, deviazione, irregolarità) sono un insieme di fenomeni prodotti da un sistema ottico (reale e imperfetto), le cui immagini formate risultano geometricamente e cromaticamente dissimili dagli oggetti reali ripresi. Ad esempio, la variazione della nitidezza, della luminosità o del aspetto al variare del colore della luce, ecc. Le aberrazioni si possono distinguere tra monocromatiche e policromatiche, dipendenti dalla lunghezza d'onda della luce (vedi, indice di rifrazione), ed anche tra assiali ed extra-assiali.
La causa sostanziale delle aberrazioni risiede nella realizzazione dei sistemi ottici, essendo soggetti a numerose imperfezioni che ne complicano il corretto funzionamento, inteso come ideale. In particolare, vengono considerate aberrazioni, le differenze di una immagine rispetto a quella prevista in approssimazione parassiale (simil-ideale).

## Cause e descrizione
Oltre che a imperfezioni dei componenti o dei materiali che costituiscono il sistema ottico, le aberrazioni possono esser dovute, in maniera più essenziale, al fatto che il sistema si allontana dalle condizioni dell'ottica parassiale, quando raccoglie raggi ad angoli grandi o li devia di molto (cosa che succede p.es. in ottiche grandangolari o con grande rapporto diametro/distanza focale). Possono essere ridotte, a volte quasi completamente eliminate, utilizzando materiali migliori, lavorando in modo particolare le ottiche, accoppiando molti componenti, ecc. In generale la correzione comporta un aumento dei costi di produzione.
In pratica un'immagine formata da un insieme di onde elettromagnetiche visibili può essere deviata, ridotta o aumentata o altro, senza modificare le disposizioni relative delle singole onde. Ad esempio una foto può essere definita come una visione trasposta di una scena reale che rimane identica proporzionalmente e relativamente a sé stessa, ma che poi può essere spostata in relazione all'esterno. Quando questo tipo di immagine "riportata" non è perfetta, congruente e fedele, o non svolge al meglio la sua funzione di trasposizione, spesso è perché sono presenti delle aberrazioni (anche intenzionali); un po' come quando parlando al telefono la voce risulta distorta.
Un elemento influenzante lo sviluppo dell'aberrazione è lo spessore del mezzo ottico attraversato dalla luce, dalla scomposizione di quest'ultima legata al fenomeno della rifrazione ed alla suddivisione nelle diverse lunghezze d'onda dei colori percepiti nel visibile.

## Requisiti di un sistema ottico
I requisiti necessari per determinare la qualità di un sistema ottico sono essenzialmente tre:
- Nitidezza dell'immagine creata
- Corrispondenza tra punto oggetto e punto immagine
- Assenza dell'aberrazione cromatica

## Numero di Abbe
Un valore importante per la determinazione delle aberrazioni assiali, in particolar modo dell'aberrazione cromatica è il numero di Abbe, ossia il valore numerico che indica il rapporto tra la rifrangenza nell'aria rispetto alla dispersione presente in un mezzo, ovvero il potere dispersivo della sostanza presa in esame.
{\displaystyle V={\frac {n_{D}-1}{n_{F}-n_{C}}}}
dove nD, nF e nC sono gli indici di rifrazione del materiale alla lunghezza d'onda delle Fraunhofer D-, F- e C- (587,56 nm, 486,1 nm e 656,3 nm rispettivamente), che corrispondono, nell'ordine, al doppietto del sodio e alle righe H-beta e H-alpha della serie di Balmer dell'idrogeno.

## Principali aberrazioni
Le aberrazioni si possono schematizzare così:
- 1: aberrazioni policromatiche o in luce bianca
- 2: aberrazioni monocromatiche
- A: aberrazioni assiali
- B: aberrazioni extrassiali

Le aberrazioni che nascono dall'incrocio:
- 1 A: viene definita: aberrazione cromatica assiale
- 1 B: viene definita: aberrazione cromatica di ingrandimento
- 2 A: viene definita: aberrazione sferica
- 2 B: vengono definite: coma - astigmatismo dei fasci obliqui - distorsione - curvatura di campo

altri fenomeni ottici aberranti:
- Diffrazione
- Vignettatura

### Aberrazioni policromatiche

Esempio di dispersione della luce policromatica in un prisma.

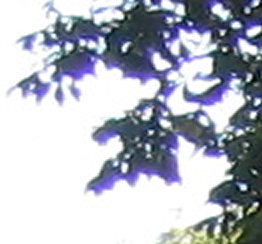
Esempio di aberrazione cromatica: i bordi delle foglie appaiono blu invece che verdi.

Schema dell'aberrazione cromatica

lente di correzione

Le aberrazioni policromatiche o semplicemente aberrazioni cromatiche sono le tipologie di aberrazione ottiche che si manifestano nei sistemi ottici rifrattivi con luce formata da un insieme di radiazioni elettromagnetiche di diversa lunghezze d'onda.
Il fenomeno della rifrazione infatti devia il percorso della luce incidente di un angolo che varia anche in funzione della lunghezza d'onda della radiazione. Esattamente come un prisma scompone la luce bianca nelle sue componenti, così anche una lente convergente avrà diversi punti di fuoco a seconda della lunghezza d'onda della luce incidente e creerà un'immagine con indesiderabili aloni colorati. Minore sarà la lunghezza d'onda della luce, più vicino alla lente sarà il fuoco.
Sono affetti da questo problema, in diversa misura a seconda dello schema ottico, solo i sistemi ottici che contengono elementi rifrattivi, come ad esempio lenti e prismi e che lavorano con luce non monocromatica. I sistemi a riflessione (specchi) sono immuni da questo problema.
L'aberrazione cromatica è un grosso problema per ogni apparecchio che voglia riprodurre un'immagine fedele, per esempio microscopi, telescopi e lenti fotografiche. Tipicamente l'aberrazione cromatica si manifesta come un alone attorno all'oggetto osservato, rosso da una parte e blu dall'altra. Questo perché rosso e blu sono ai due estremi dello spettro della luce visibile, e sono quindi i colori per i quali la differenza di rifrazione è maggiore.
Il problema viene in genere parzialmente risolto utilizzando sistemi ottici con lenti multiple realizzate in materiali con diversa dispersione, in modo che le differenze tra gli angoli di rifrazione per la stessa lunghezza d'onda si annullino tra loro: si parla quindi a seconda della complessità e raffinatezza dello schema adottato di doppietto acromatico, tripletto acromatico e così via. L'aberrazione policromatica può essere in questo modo grandemente ridotta, ma non del tutto eliminata. È possibile anche utilizzare lenti costruite in materiali a bassa dispersione come la fluorite, tuttavia l'alto costo ne limita l'impiego.
Questa è un'aberrazione assiale i cui effetti possono anche essere corretti diaframmando per aumentare la profondità di fuoco.

### Aberrazioni monocromatiche
Si parla di aberrazione monocromatiche per far riferimento a tutte le aberrazioni ottiche non di tipo cromatico.

### Aberrazioni assiali
Sono le tipologie di aberrazione che sono relative a luce proveniente solo da oggetti puntiformi che giacciono sull'asse ottico.
nella realtà non esistono né oggetti puntiformi né oggetti sull'asse ottico però questo tipo di teorizzazione è utile alla fisica (ottica) per spiegare alcuni comportamenti di oggetti reali o parte degli stessi.

### Aberrazioni extrassiali
Si tratta delle tipologie di aberrazione che si manifestano con luce proveniente da soggetti estesi (cioè tutti gli oggetti non puntiformi) e soggetti non appartenenti all'asse ottico.

### Aberrazione cromatica assiale
È una differenza di risposta a rifrazione delle diverse radiazioni elettromagnetiche che formano un raggio di luce policromatico o luce bianca. Il raggio di luce può essere diviso nelle sue parti usando questo principio e quando questo succede il fuoco non può più essere posto in un unico punto ma sarà composto da più punti sull'asse ottico. Infatti le radiazioni con lunghezza d'onda maggiore (es. il rosso) verranno rifratte in modo meno marcato, rispetto a quelle con lunghezza d'onda intermedia nello spettro del visibile (il verde) e soprattutto tra quelle con la lunghezza d'onda minore (es. il blu). Se il verde cadesse esattamente dove vogliamo (pellicola fotografica, sensore delle macchine digitali), avremo il blu a fuoco in un punto più vicino alla lente ed un rosso in uno più distante. È consigliabile avere il fuoco in uno spazio il più possibile ristretto per facilitare la ricezione ma in realtà i sensori lavorano su di un insieme di "punti" e mai su di uno solo anche se, per semplificare i calcoli, le spiegazioni teoriche e la loro comprensione, si parla sempre di punto focale.

### Aberrazione sferica
È un'aberrazione che appartiene a sistemi ottici con lenti sferiche. Queste portano alla formazione di una immagine distorta.

Aberrazione sferica.

È provocato dal fatto che la sfera non è la superficie ideale per realizzare una lente, ma è comunemente usata per semplicità costruttiva. I raggi distanti dall'asse vengono focalizzati ad una distanza differente dalla lente rispetto a quelli più centrali.

Per evitare il fenomeno si utilizzano particolari lenti non sferiche, chiamate asferiche, più complesse da realizzare e molto costose. Il difetto può anche essere minimizzato scegliendo opportunamente il tipo di lente adatto all'impiego specifico; per esempio una lente piano-convessa è adatta per focalizzare un fascio collimato a formare un punto preciso, se usata con il lato convesso rivolto verso il fascio.
L'immagine che si forma in seguito a questo fenomeno è quella di un doppio cono luminoso unito per le punte da un bastoncello la lunghezza del quale può essere assunta come misura dell'aberrazione sferica trasversale. Questa particolare immagine viene chiamata caustica di rifrazione.

### Aberrazione cromatica di ingrandimento
È un tipo di aberrazione che si verifica nel caso in cui la sorgente luminosa non è monocromatica. La lente presenta lunghezze focali diverse per i diversi colori di un fascio policromatico da cui è investita, per cui raggi di colore differente sono deviati da angoli diversi e si formano quindi delle immagini puntiformi, ognuna delle quali corrisponde ad una componente monocromatica del fascio che investe la lente.

### Aberrazione a cometa

Coma

La coma è una aberrazione ottica che deriva il suo nome dal caratteristico aspetto a cometa delle immagini create dai sistemi ottici che presentano tale difetto.
La coma si ha quando l'oggetto ripreso è spostato lateralmente rispetto all'asse del sistema di un angolo θ. I raggi che passano per il centro di una lente con distanza focale f, sono focalizzati alla distanza f tan θ. I raggi che passano in periferia sono focalizzati invece in un punto diverso sull'asse, più lontano nel caso della coma positiva e più vicino nella coma negativa.
In generale, un fascio di raggi passanti per la lente ad una certa distanza dal centro, è focalizzato in una forma ad anello sul piano focale. La sovrapposizione di questi diversi anelli origina una forma a V, simile alla coda di una cometa (da cui il nome: in Latino coma = chioma), la cui punta è rivolta verso l'asse del sistema ottico. Si dimostra che l'angolo di apertura della figura è sempre pari a 60°. Come per l'aberrazione sferica, la coma può essere ridotta (e in alcuni casi eliminata) scegliendo opportunamente la curvatura delle lenti in funzione dell'uso.

### Aberrazione astigmatica
È un'aberrazione ottica presente in un sistema singolo o composto di lenti.
Può essere un'aberrazione di terzo ordine che si verifica per oggetti, o parti, lontani dall'asse ottico, e si verifica anche quando il sistema ottico è perfettamente simmetrico.
La seconda forma di astigmatismo si verifica quando il sistema ottico non è simmetrico rispetto all'asse ottico (es. lente cilindrica).
Considerando la posizione extra-assiale di un qualsiasi oggetto, la parte di raggi stigmatici diviene sempre più astigmatica.
Questa aberrazione è data in funzione di:
- Forma della lente
- Posizione del punto oggetto
- Posizione dell'eventuale diaframma di apertura

Qualsiasi punto oggetto, anche perpendicolare all'asse ottico, viene a creare, a causa di questa aberrazione, due superfici immagine curve, invece di un singolo piano immagine.

### Distorsione

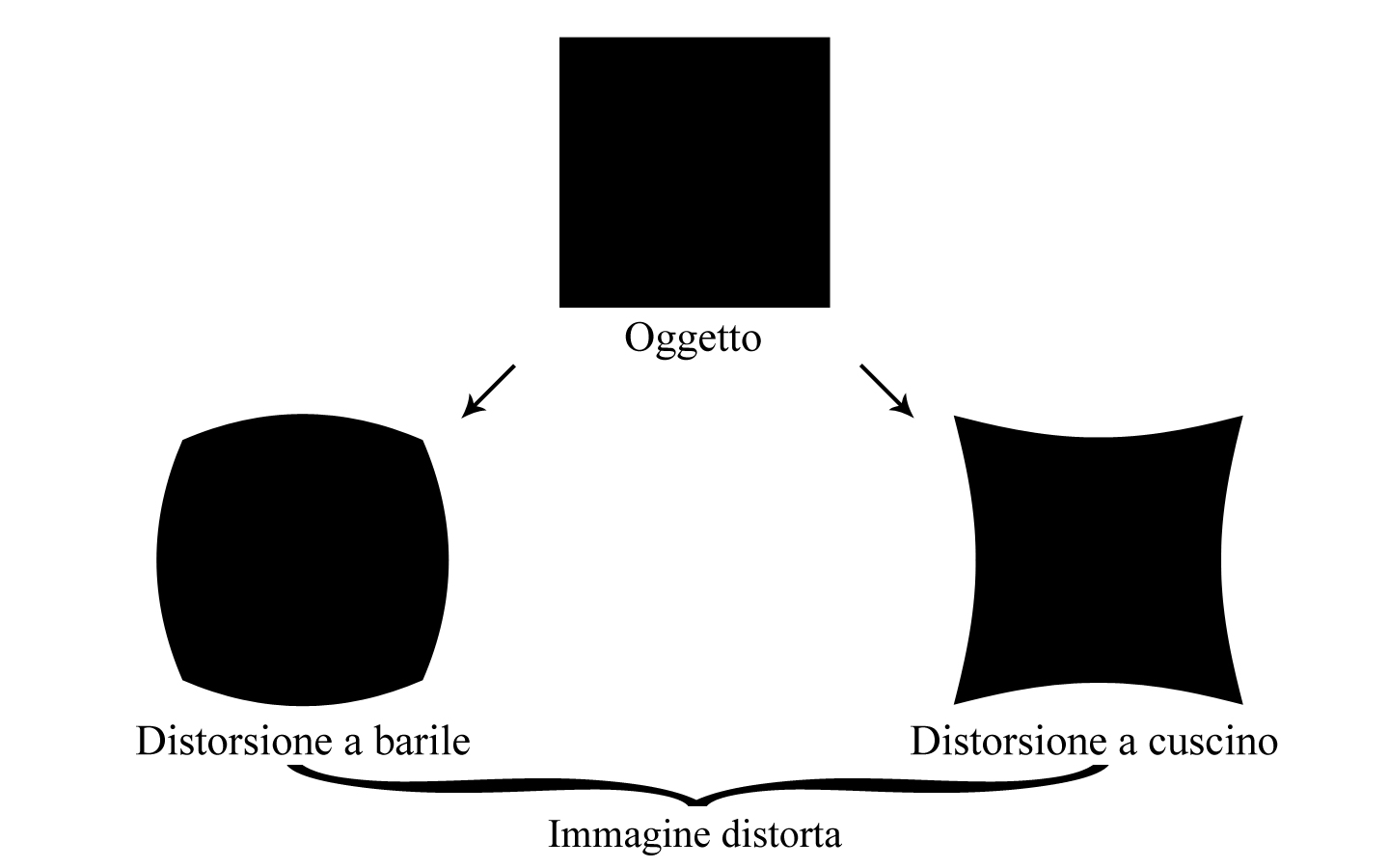
Esempio di distorsione ottica.

Influenza solo la forma ed è dovuta alla caratteristica del sistema ottico in uso, che avendo un certo spessore fisico (anche variabile) si allontana dalla teoria della lente sottile. Fisicamente l'effetto è dovuto alla differente potenza d'ingrandimento delle varie parti del sistema ottico, che in genere varia radialmente rispetto all'asse ottico. Ciò comporta che le varie parti dell'immagine risulteranno più o meno ingrandite secondo una data distribuzione. Spesso l'intensità del fenomeno è legata alla lunghezza focale. Di norma si manifesta la distorsione a botte con lunghezze focali corte, dove l'immagine tende ad arrotondarsi ed a gonfiarsi. L'effetto contrario prende il nome di distorsione a cuscino, in quanto il campo di deformazione assume la forma di un cuscino su cui grava un peso centrale, meno comune e riconducibile a focali lunghe. L'effetto è facilmente rimovibile con funzioni di calcolo sull'immagine, dove si prevede una distorsione di campo correttiva.
È un'aberrazione non troppo fastidiosa in fotografia, ma molto problematica in vari campi, quali l'architettura nella fase di rilievo, la ricostruzione stereoscopica e il match-moving.
Il principale fattore di disturbo è dato dal fatto che la distorsione non mantiene ne il parallelismo fra le rette, ne gli angoli rispetto all'immagine d'origine ideale (la trasformazione non è un'omotetia), quindi si distorce la percezione geometrica degli oggetti che dovrebbero essere presi come riferimento.

### Curvatura di campo
Poiché la lente è una calotta sferica, i diversi punti-immagine non si focalizzano su una superficie piana, ma su una superficie sferica, detta «superficie di Petzval». Questa caratteristica prende il nome di curvatura di campo. La somma di Petzval indica il raggio di curvatura di questa superficie sferica, che può essere concava o convessa, a seconda che la somma di Petzval sia positiva o negativa. Se è presente la curvatura di campo, l'immagine di un oggetto piano ortogonale all'asse ottico, si forma su una superficie curva.